# Román Villalobos
Román Daniel Villalobos Solis (24 juni 1990) is een Costa Ricaans wielrenner die anno 2018 rijdt voor Canel's-Specialized.

## Carrière
In 2011 nam Villalobos deel aan de Ronde van Costa Rica. In deze meerdaagse wedstrijd eindigde hij in vier van de twaalf etappes bij de beste tien renners, met een vierde plaats in de eerste etappe als beste resultaat. In het algemeen klassement eindigde hij op de vijftiende plek.
In mei 2012 stond Villalobos aan de start van de Ronde van Guatemala. In de eerste twee etappes werd hij vijftiende, in de overige zes etappes wist hij telkens bij de beste zeven renners te eindigen. Dit leverde hem de derde plaats in het eindklassement en de overwinning in het jongerenklassement op. In december van dat jaar wist hij in beide tijdritten in de Ronde van Costa Rica de tweede tijd neer te zetten, waarna hij ook in het eindklassement de tweede plek bezette. Het jongerenklassement schreef hij wel op zijn naam, met een voorsprong van ruim drie minuten op Fabricio Quirós.
In 2013 werd Villalobos tijdens de Ronde van Mendoza, een Argentijnse nationale wedstrijd, betrapt op het gebruik van ostarine, waarna hij door de Costa Ricaanse wielerbond voor twee jaar werd geschorst. Zijn straf werd later verminderd naar anderhalf jaar, waardoor de Costa Ricaan in december 2014 deel kon nemen aan de ronde van zijn thuisland. Bij zijn rentree wist Villalobos één etappe te winnen en tweede te worden in de derde etappe, de vierde etappe en het puntenklassement. In het algemeen klassement eindigde hij op bijna zeventien en een halve minuut van winnaar Juan Carlos Rojas op de vierde plaats.
Aan het eind van 2015 nam Villalobos wederom deel aan de Ronde van Guatemala. Ditmaal wist hij vier keer op het podium te eindigen, waarvan eenmaal op de hoogste trede. Daarnaast won hij het eindklassement met een voorsprong van bijna twee minuten op zijn naaste belager, Wilmar Pérez. In de Ronde van Costa Rica wist Villalobos niet minder van vijfmaal op het podium te eindigen, waarvan wederom eenmaal als winnaar. In het eindklassement, dat voor de derde maal op rij werd gewonnen door Rojas, werd Villalobos met zeventien seconden achterstand tweede.
Villalobos begon zijn seizoen 2016 in Argentinië, waar hij met een Costa Ricaanse selectie deelnam aan de Ronde van San Luis. Hier wist hij derde te worden in de bergrit met aankomst op de Cerro El Amago, achter winnaar Eduardo Sepúlveda en Janier Acevedo, waardoor hij naar de zevende plaats in het algemeen klassement steeg. Uiteindelijk wist de Costa Ricaan negende te worden. In mei werd Villalobos vijfde op het Pan-Amerikaanse kampioenschap tijdrijden. In oktober won hij de vijfde etappe en, voor de tweede maal op rij, het eindklassement van de Ronde van Guatemala. Zo'n anderhalve maand later werd Villalobos derde in de Grote Prijs van San José, een Costa Ricaanse eendagskoers. In deze wedstrijd verloor hij in een sprint met drie van Pablo Alarcón en Daniel Bonilla. Twee dagen na deze derde plaats stond hij aan de start van de Ronde van Costa Rica, waar hij in de derde etappe de sprint van de eerste achtervolgende groep won, 55 seconden na winnaar César Rojas. Twee dagen later versloeg hij Rojas in een sprint-à-deux wel. In de zesde etappe, een individuele tijdrit, wist hij Juan Carlos Rojas zeven seconden voor te blijven en zo zijn tweede etappeoverwinning op rij te behalen.
In juni 2017 werd Villalobos vierde op het nationale kampioenschap tijdrijden. Drie dagen later moest hij enkel zijn meerdere erkennen in Gabriel Marín en Carlos Brenes in de wegwedstrijd. Begin juli verruilde hij het Mexicaanse Canel's-Specialized voor LA Alumínios-Metalusa-Blackjack uit Portugal. Zijn debuut voor die ploeg maakte hij in de Trofeo Joaquim Agostinho, waarin hij in deel B van de derde etappe als achtste finishte en op de zeventiende plaats in het algemeen klassement eindigde. Later dat jaar nam hij deel aan de Ronde van Portugal, waarin hij in de negende etappe opgaf. In december stond hij aan de start van de Ronde van Costa Rica. In de vijfde etappe, een individuele tijdrit over bijna twintig kilometer, moest hij enkel zijn meerdere erkennen in Juan Carlos Rojas. Twee dagen later was hij wel de beste in de zevende etappe, waar Vladimir Fernández en Joseph Chavarría de overige ereplaatsen bezetten. In zowel het eind-, punten-, als bergklassement werd hij tweede.
In 2018 keerde Villalobos terug bij Canel's-Specialized. In januari nam hij deel aan de Ronde van San Juan, waar hij de tweede etappe won en zo de leiderstrui overnam van Fernando Gaviria. Zijn leidende positie raakte hij een dag later, in een individuele tijdrit van 14,4 kilometer, kwijt aan Filippo Ganna.

## Overwinningen
2012
Jongerenklassement Ronde van Guatemala
Jongerenklassement Ronde van Costa Rica
2014
5e etappe Ronde van Costa Rica
2015
3e etappe Ronde van Guatemala
Eindklassement Ronde van Guatemala
8e etappe Ronde van Costa Rica
2016
5e etappe Ronde van Guatemala
Eindklassement Ronde van Guatemala
5e en 6e etappe Ronde van Costa Rica
Punten- en bergklassement Ronde van Costa Rica
2017
7e etappe Ronde van Costa Rica
2018
2e etappe Ronde van San Juan
1e etappe Ronde van Michoacán
6e en 7e etappe Ronde van Costa Rica
Punten- en bergklassement Ronde van Costa Rica

## Resultaten in voornaamste wedstrijden
|      | \| Jaar \| \| WK op de weg \| \| ---- \| \| ------------ \| \| 2018 \| \| opgave \| |              |
| Jaar |                                                                                     | WK op de weg |
| 2018 |                                                                                     | opgave       |

## Ploegen
- 2017 –  Canel's-Specialized (tot 4-7)
- 2017 –  LA Alumínios-Metalusa-Blackjack (vanaf 5-7)
- 2018 –  Canel's-Specialized

Alarcón · Casillas · Corte · Martínez · Palma · Prado · Sánchez · Santos · Santoyo · Villalobos · Xopa